# Klapphingst
En klapphingst är en hingst där ena eller båda testiklar har blivit kvar i ljumskkanalen eller bukhålan, istället för att en kort tid före eller efter födelsen vandra ner i pungen. För att kastrera en klapphingst krävs därför ett större ingrepp av en veterinär. En klapphingst vars ena testikel vandrat ner på normalt vis och som endast kastreras på denna kan ändå uppvisa ett hingstbeteende, eftersom den testikel som ligger kvar i bukhålan eller ljumskkanalen fortsätter att producera hormon. En klapphingst får ej användas i svensk varmblodsavel .